# 全烏克蘭聯盟「自由」

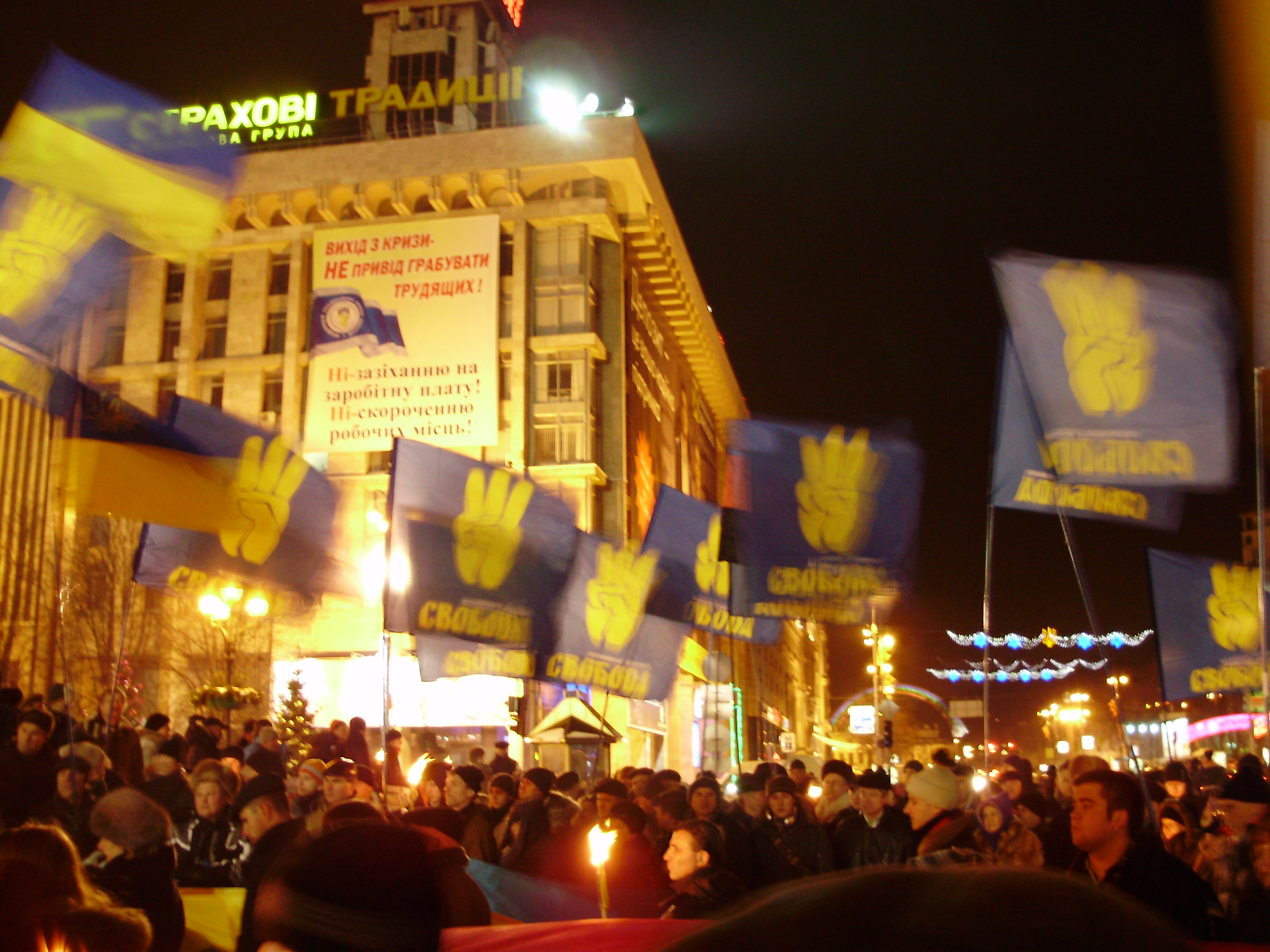
基輔集會

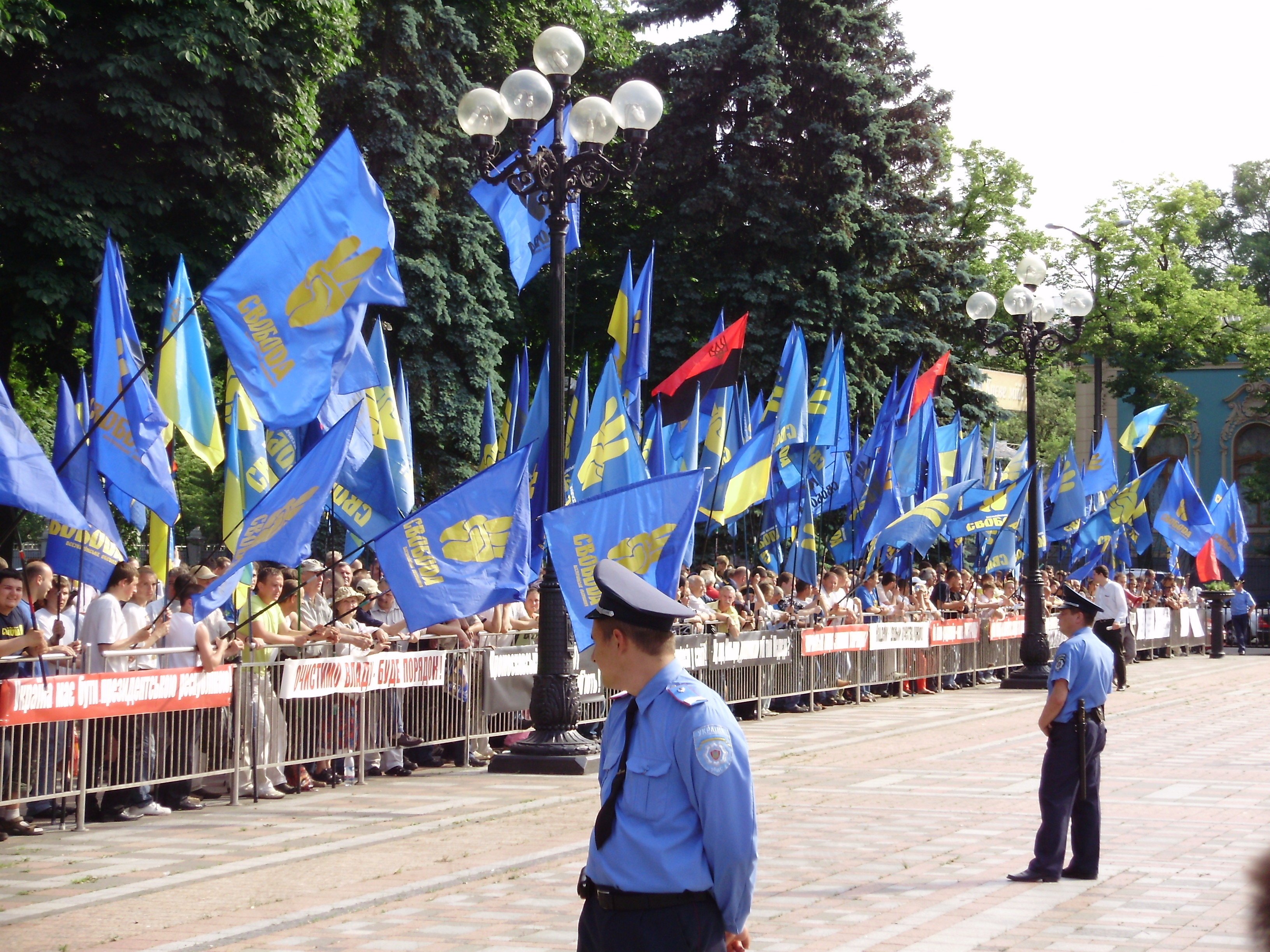
基輔集會

2004年以前的黨徽

全烏克蘭聯盟“自由”（羅馬化：Vseukrainske obiednannia "Svoboda" ⓘ，縮寫：ВО «Свобода»；又譯全烏克蘭自由聯盟）是烏克蘭的一个極端民族主義和保守主義政黨。該黨在2009年捷爾諾波爾州地方選舉中獲得重大勝利，拿下34.4%的得票率。

## 歷史
全烏克蘭聯盟“自由”成立於1991年，1995年註冊成為政黨。在2004年2月14日以前，該黨名為烏克蘭社會民族黨（烏克蘭語：Соціал-національна партія України）。1998年烏克蘭議會選舉，該黨與全烏克蘭「烏克蘭國家獨立」政治運動組成選舉聯盟，得票率0.16%。
2007年烏克蘭議會選舉，全烏克蘭「自由」聯盟獲得0.76%的得票率，與2006年議會選舉相比成長一倍。

## 選舉結果
|      |  |      |  |                  |  |  |
| 2006 |  | 2007 |  | 2010 (Tyahnybok) |  |  |